# تامی هندلی
تامس رجینالد هندلی (انگلیسی: Tommy Handley؛ ۱۷ ژانویهٔ ۱۸۹۲ – ۹ ژانویهٔ ۱۹۴۹) کمدین اهل انگلستان بود. شهرت او بیشتر به دلیل بازی در برنامه رادیویی عه بازم این یارو متعلق به بی‌بی‌سی بود.